# Abraham Wald
Abraham Wald (geboren 31. Oktober 1902 in Kolozsvár, Österreich-Ungarn; gestorben 13. Dezember 1950 in Travancore, Indien) war ein deutschsprachiger, rumänisch-US-amerikanischer Mathematiker aus Siebenbürgen. Er gilt als einer der bedeutendsten Statistiker des 20. Jahrhunderts und leistete einen bedeutenden Beitrag zur Wirtschaftswissenschaft.

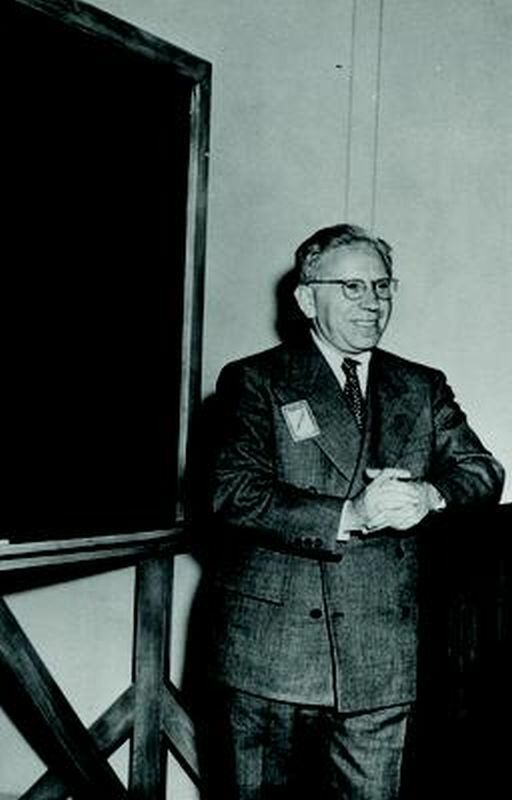
Abraham Wald

## Leben
Wald stammt aus einer orthodoxen jüdischen Familie in einem Teil Österreich-Ungarns, der nach dem Ersten Weltkrieg rumänisch wurde. 1927 schrieb er sich am Mathematischen Institut der Wiener Universität ein, wo er sich vor allem mit Geometrie und Topologie befasste und dem Seminar von Karl Menger angehörte. Unter anderem entwickelte er eine neue Grundlegung der Theorie differenzierbarer Mannigfaltigkeiten mit einem neuen Krümmungskonzept. Wald wurde 1931 promoviert und war danach auf Vermittlung von Menger Privatlehrer für den Bankier Karl Schlesinger, der sich für mathematische Ökonomie interessierte. Auch hier leistete Wald fundamentale Beiträge zur Theorie der ökonomischen Gleichgewichte nach Léon Walras. Wald wurde Mitglied eines Wirtschaftsforschungsinstituts, das von Oskar Morgenstern geleitet wurde, und hier kam er erstmals mit statistischen Fragen in Berührung, was zu seinem Buch Berechnung der Ausschaltung von Saisonschwankungen (Springer Verlag, 1936) führte.
Nach dem „Anschluss“ Österreichs 1938, in dessen Folge sowohl Menger als auch Morgenstern emigrierten, verlor Wald seinen Posten und ging über Rumänien in die USA, wo er eine Einladung von Alfred Cowles hatte, der nach ihm benannten Wirtschaftskommission an der Universität Chicago beizutreten. 1938 ging er als Fellow der Carnegie Corporation an die Columbia University zu Harold Hotelling und wandte sich zunehmend der Statistik zu, teilweise in Zusammenarbeit mit seinem Freund und Studenten Jacob Wolfowitz. Er hielt ab dem Wintersemester 1939/40 Vorlesungen und wurde 1941 Professor an der Columbia University. Im Zweiten Weltkrieg war er Mitglied der Statistischen Forschungsgruppe der Columbia University, die kriegswichtige Forschung betrieb. Unter anderem entwickelte er hier seine sequentielle Stichprobenmethode zur Qualitätskontrolle in der Rüstungsindustrie. Die Arbeiten wurden als geheim eingestuft und erschienen erst nach dem Krieg.
Ihm wird die Beschreibung des Survivorship Bias zugeschrieben, mit dessen Kenntnis die Panzerung von Kampfflugzeugen verbessert und somit ihre Rückkehrrate gesteigert werden konnte. In Walds Unterlagen finden sich jedoch kaum Belege für die Arbeit an Flugzeugschäden.
1948 wurde er Präsident des Institute of Mathematical Statistics und wurde Vizepräsident der American Statistical Association.
Wald befasste sich mit Geometrie, Wahrscheinlichkeitsrechnung, mathematischer Statistik, Ökonometrie und der Entscheidungstheorie. 1943 stellte er den heute unter dem Namen Wald-Test besonders in der Ökonometrie bekannten Test vor. Er gilt als Begründer der statistischen Entscheidungstheorie, die er schon 1939 zur Grundlegung der Statistik entwickelte. Außerdem ist er für seine Beiträge zur statistischen Sequenzanalyse bekannt (Sequentieller Likelihood-Quotienten-Test), entstanden aus Forschungen im Zweiten Weltkrieg zur Qualitätskontrolle in Rüstungsbetrieben. Sein Beitrag zur Wirtschaftswissenschaft bestand im ersten Beweis der Existenz eines allgemeinen Gleichgewichts.
1950 hielt er einen Plenarvortrag auf dem Internationalen Mathematikerkongress in Cambridge (Massachusetts) mit dem Titel Basic ideas of a general theory of statistical decision rules.
Walds Eltern und Geschwister mit Ausnahme seines Bruders Martin („eight of his nine family members“) wurden Opfer des Holocaust. Abraham Wald war ab 1941 mit Lucille Lang verheiratet, sie hatten zwei Kinder, eines davon ist der US-amerikanische Physiker Robert Wald. Abraham Wald und seine Frau starben im Jahre 1950 bei einem Flugzeugabsturz während einer Vortragsreise in den Nilgiri-Bergen im Süden Indiens.

## Veröffentlichungen (Auswahl)
- The Publications of Abraham Wald. In: The Annals of Mathematical Statistics. Band 23, Nr. 1, 1952, S. 29–33, JSTOR:2236399 (Eine Liste von 103 Veröffentlichungen aus der Zeit von 1931 bis 1952).
- Contributions to the theory of statistical estimation and testing hypotheses. In: The Annals of Mathematical Statistics. Band 10, Nr. 4, 1939, S. 299–326, doi:10.1214/aoms/1177732144.
- Über einige Gleichungssysteme der Mathematischen Ökonomie. In: Zeitschrift für Nationalökonomie. Band 7, Nr. 5, 1939, S. 637–670, doi:10.1007/BF01316644.
- On Cumulative Sums of Random Variables. In: The Annals of Mathematical Statistics. Band 15, Nr. 3, 1944, S. 283–296, doi:10.1214/aoms/1177731235.
- Sequential Analysis. Wiley, 1947.
- Statistical Decision Functions. Wiley, 1950.
- Selected Papers in Statistics and Probability. McGraw-Hill, New York 1955 (Postum veröffentlichte Sammlung von Aufsätzen).